# たたき上げ
たたき上げ（叩き上げ、たたきあげ）とは、師匠や職人に弟子入りして、下積みで仕事を覚えた後、実力を付けた者のことを言う。
もともとは、職人の世界での言葉であったが、転じて他の分野でもいわゆるエリートやキャリア、世襲等のスタートラインから恵まれた状況にあった人間との対義として、下積みから努力して一人前になった人に対しての賛辞として用いることが多い。

## 関連語
- 三和土（たたき） - 語の由来。土間の床に使われる。
- 実業家
- 職人
- 苦労
- 努力
- 師匠
- 親方
- 弟子